# بقایایی از قلعه لشگرگاه
بقایایی از قلعه لشگرگاه مربوط به سده‌های ۵ تا ۷ ه‍.ق است و در شهرستان رودبار، دهستان رستم‌آباد جنوبی، منطقه سلانسر واقع شده است. این اثر در تاریخ ۲۶ دی ۱۳۸۶ با شمارهٔ ثبت ۲۰۶۱۷ به‌عنوان یکی از آثار ملی ایران به ثبت رسیده است.